# Barbeuiaceae
Barbeuiaceae es una familia de plantas del orden Caryophyllales que tiene un solo género, Barbeuia, que a su vez solo presenta una especie endémica de Madagascar: Barbeuia madagascariensis.

## Descripción
Es un arbusto trepador que se encuentra en los bosques húmedos de Madagascar en alturas de 0-499 m, 500-999 m, 1000-1499 metros.

## Taxonomía
Barbeuia madagascariensis fue descrita por Ernst Gottlieb von Steudel  y publicado en Nomenclator Botanicus. Editio secunda 1: 186. 1841.